# Сельское поселение «Маякинское»
Се́льское поселе́ние «Маякинское» — муниципальное образование в Карымском районе Забайкальского края Российской Федерации.
Административный центр — село Маяки.

## История
Статус и границы сельского поселения установлены Законом Читинской области от 19 мая 2004 года «Об установлении границ, наименований вновь образованных муниципальных образований и наделении их статусом сельского, городского поселения в Читинской области».

## Население
| 2010 | 2011 | 2012 | 2013 | 2014 | 2015 | 2016 |
| ---- | ---- | ---- | ---- | ---- | ---- | ---- |
| 715  | ↘713 | ↘712 | ↘706 | ↘692 | ↗701 | ↘686 |
| 2017 | 2018 | 2019 | 2020 | 2021 |      |      |
| ↘665 | ↘663 | ↗669 | →669 | ↗738 |      |      |

## Состав сельского поселения
| № | Населённый пункт | Тип населённого пункта       | Население |
| - | ---------------- | ---------------------------- | --------- |
| 1 | Зубковщина       | село                         | ↘69       |
| 2 | Маяки            | село, административный центр | ↘284      |
| 3 | Олентуй          | посёлок                      | ↘315      |